# Entreprise et Progrès
Entreprise et Progrès est un think tank patronal créé en novembre 1969. Il est issu de la fusion du Groupement d'étude pour la réforme de l'organisation patronale (GEROP) et du Centre national des dirigeants d'entreprise (CNDE), fondé l'année précédente à la suite des événements de mai 68 pour faire contrepoint au Conseil national du patronat français, jugé trop conservateur. 
Entreprise et Progrès incarne historiquement l'aile "progressiste" du patronat français et a compté parmi ses membres  de nombreux dirigeants d'entreprises de cette sensibilité depuis sa création.

## Histoire
Les événements de mai 68 conduisent au sein du patronat français à une profonde remise en cause du Conseil national du patronat français (CNPF), chargé de le représenter depuis sa création en 1946. Sa ligne jugée trop conservatrice par l'aile réformiste du patronat, son effacement devant la crise et son incapacité à anticiper l'ampleur de ce mouvement social suscitent des critiques notamment parmi les adhérents du Centre des jeunes patrons (CJP).
En juillet 1968, plusieurs d'entre eux fondent le Centre national des dirigeants d'entreprise (CNDE), afin de créer une alternative progressiste au CNPF. José Bidegain, ancien président du CJP, délégué général de la Fédération de la chaussure et figure du patronat moderniste, en prend la présidence.
En novembre 1969, le CNDE fusionne avec le Groupement d'étude pour la réforme de l'organisation patronale (GEROP) pour donner naissance à l'association Entreprise et Progrès. Cette « société de pensée » se donne pour objectif de « rendre l'entreprise plus performante, plus réceptive aux problèmes de son environnement humain » et de « répondre à l'appel de la jeunesse ». José Bidegain en devient le délégué général. François Dalle, PDG de l'Oréal, en est le premier président.

## Présidents
- François Dalle, PDG de l'Oréal, de 1969 à 1971
- Francis Gautier, vice-président de Danone, de 1982 à 1991
- Philippe Kessler, président du directoire du groupe Salins, de 1991 à 1996
- Paul Dubrule, président du conseil de surveillance d'Accor, de 1997 à 2006
- Philippe Charrier, directeur général de Labco SA, de 2006 à 2009
- Vincent Prolongeau, directeur général de Danone, de 2009 à 2011
- Denis Terrien, président de Novartex, de 2011 à 2019
- Marion Darrieutort, PDG de The Arcane, et Antoine Lemarchand, PDG de Nature et Découvertes, co-présidents depuis 2019

## Membres
L'association regroupe en 2022 près d'une soixantaine d'entreprises.